# Фэй-ди (Западная Вэй)
Фэй-ди ((西)魏廢帝, умер 554, личное имя Юань Цинь 元欽) — император китайско-сяньбийской династии Западная Вэй — ветви Северной Вэй. Как и его отец Вэнь-ди, был отстранён от власти генералом Юйвэнь Тайем. В 554, он пытался убить Юйвэня, но Юйвэнь раскрыл заговор, сверг и вскоре убил императора.

## Наследный Принц
Неизвестно, когда родился Юань Цинь. Известно, что он был старшим сыном Юаня Баоцзюя вана Наньяна, от его жены принцессы Ифу, и он был моложе младшего из братьев Ифу, Юаня У(元戊). Около нового года 535, Сяо У-ди (Северная Вэй) — двоюродный брат Юань Баоцзюя и последний император Северной Вэй, который бежал в Чанъань (то есть, в Западную Вэй) — был отравлен полководцем Юйвэнь Тайем, который считал, что инцестуальная связь императора со своей двоюродной сестрой Юань Минъюэ (元明月) повредит репутации имперской власти. Юйвэнь сделал Баоцзюя императором Вэнь-ди. Ифу стала императрицей, Юань Цинь стал наследным принцем. В 538, когда император и Юйвэнь Тай были на войне с Восточной Вэй, Цинь командовал гарнизоном Чанъани, хотя ему помогал чиновник Чжоу Хуэйда (周惠達) . Когда Восточно-Вэйские военнопленные, услышали о победах Восточной Вэй — они восстали в Чанъани с Чжао Цинцюэ (赵青雀), Чжоу и Ли Ху (李虎) были вынуждены сопроводить наследного принца из Чанъани. В конце концов, когда вернулся Юйвэнь, то восстание Чжао рухнуло, и император Вэнь и Цинь Юань вернулись в Чанъань.
Вэнь-ди не правил самостоятельно, Юйвэнь Тай, ища союза с жужанями, заставил императора жениться на дочери хана Юйцзилюй в 538, а в 540 отправить Ифу приказ о самоубийстве.
Юань Цинь женился на дочери Юйвэнь Тая, и она стала наследной принцессой. Отмечалось, что он был близок с супругой и не брал наложниц.
В 542 году во время нападения восточно-вэйского главнокомандующего Гао Хуаня на пограничный город Юйби (玉壁, современный Юньчэн, Шаньси), Юань Цинь был защитником в важного города Пубань (蒲坂), когда Юйвэнь попытался напасть на Гао, тот отступил. Не известно, какими полномочиями реально обладал Цинь в этой кампании.
В 551 году император Вэнь-ди умер. Юань Цинь принял престол (как император Фэй-ди).

## Император
Император Феи-ди, по-видимому, был ещё более безвластным, чем его отец. Он смог реабилитировать свою мать Ифу. Его жена, дочь Юйвэнь Тая стала императрицей. Видимо потому, Юйвэнь желал восстановить обычаи и традиции времён Чжоу, император Фэй-ди не брал Девиз правления, а именовал годы правления: «Первый год», «во Второй год», и так далее[стиль].
В 553 г. племянник Юйвэнь Тая Вэйчи Цзюн захватил западные провинции Лян, которые были ранее под контролем лянского претендента на трон Сяо Цзи, и добавил к ним территории Западного Вэй.
В конце 553 г. чиновник Юань Ли (元烈) планировал убийство Юйвэня, но Юйвэнь казнил его. После его смерти император разозлился на Юйвэня и плохо отзывался о нём. Кроме того, он тайно решил убить Юйвэня, несмотря на рекомендации Юань Юя (元育) вана Линьхуая и Юань Цзаня (元赞, племянника императора Сяо У-ди) вана Гуанпина, что этот план был опасен для императора. Заговор Фэй-ди раскрыли приёмные сыновья Юйвэнь Тая. Юйвэнь сверг и заточил императора, а императором сделал Юань Ко. Вскоре Юань Цинь был казнён. По словам История Северных династий, его супругу императрицу Юйвэнь «также предали смерти, потому что она была верна императорскому дому Вэй», хотя остаётся неясным год когда она умерла, если её не казнили вместе с супругом.

## Личная информация
- Отец
  - Вэнь-ди
- Мать
  - Императрица Ифу
- Жена
  - Императрица Юйвэнь (с 551?, умерла 554?)